# Карнаго
Карнаго, Карнаґо (італ. Carnago) — муніципалітет в Італії, у регіоні Ломбардія, провінція Варезе.
Карнаго розташоване на відстані близько 520 км на північний захід від Рима, 40 км на північний захід від Мілана, 12 км на південь від Варезе.
Населення — 6662 особи (2014).
Щорічний фестиваль відбувається 11 листопада. Покровитель — святий Мартин.

## Демографія
Населення за роками:

Станом на 1 січня 2023 року в муніципалітеті офіційно проживали 223 іноземці з 43 країн, серед них 47 громадян країн Євросоюзу та 22 громадяни України.

## Сусідні муніципалітети
- Каїрате
- Каронно-Варезіно
- Кассано-Маньяго
- Кастельсепріо
- Горнате-Олона
- Оджона-кон-Санто-Стефано
- Сольб'яте-Арно